# Wang Yi (peintre)
Pour les articles homonymes, voir Wang Yi.

Portrait de Yang Zhuxi (Yang Qian) par Wang Yi et Ni Zan. 1363.

Wang Yi ou Wang I, surnom: Sichan, nom de pinceau: Qijue, est un peintre chinois du XIVe siècle. Ses dates de naissance et de décès ne sont pas connues, mais on sait qu'il est actif à Hangzhou (province du Zhejiang) vers 1360.

## Biographie
Wang Yi est un peintre de paysages et de portraits, il est l'auteur d'un traité sur le portrait et la peinture en couleurs, le Xiexiang Mijue, qui reste assez sommaire.

### Peintre de portrait
Un pan majeur de la peinture Yuan de personnages encore peu étudié est l'art du portrait. Jusqu'à une époque relativement tardive, le dix-septième siècle et après, le portrait est considéré comme un art fonctionnel par les connaisseurs et placé en dehors des catégories dites « dignes d'appréciation raffinée ». En conséquence, ce genre est négligé par les critiques et bénéficie de faibles chances de survie. Quelques portraits de religieux de la période Yuan sont emportés au Japon, notamment des portraits du grand moine calligraphe Zhongfeng Mingben (1263-1325), grand ami respecté de Zhao Mengfu et d'autres fonctionnaires lettrés. Depuis l'époque de Kubilai Khan, des portraits des empereurs Yuan et de leurs familles sont réalisés par des artistes de la cour; deux anciennes séries de ces portraits existent encore, sous forme d'albums, au Musée du palais impérial de Taipei,.. 
En ce qui concerne les portraits extérieurs à la cour et au clergé, on dispose de moins de témoignages, mais l'unique œuvre qui reste du plus grand portraitiste de la fin des Yuan, Wang Yi, nous en donne une idée, de même qu'un portrait anonyme dû au paysagiste Ni Zan. En fait, Wang Yi réalise le portrait en collaboration avec Ni Zan, qui y porte une inscription datée de 1363. Il représente le poète lettré Yang Qian, ou Yang Zhuxi (« Bambou occidental », son nom d'artiste), flânant seul, muni d'un bâton, vêtu d'une robe et d'un couvre-chef. Wang Yi peint le personnage, Ni Zan les rochers et le pin. Des descriptions chinoises de la peinture louent l'habileté du portraitiste à saisir « la droiture et la respectabilité » de Yang Zhuxi. Bien que cela soit vrai, on doit aussi noter que sa caractérisation ne vient pas (comme l'affirment avec insistance les théoriciens chinois) d'une description pénétrante de la physionomie qui peut révéler la nature profonde du sujet — le visage est aimable et dépourvu d'expression — mais, comme c'est la coutume dans les portraits chinois, de la posture, des attributs, du décor, qui fonctionnent tous comme des signes destinés à être lus par le spectateur intelligent. 
C'est-à-dire que les deux peintres attribuent à Yang Zhuxi certaines qualités par le biais du costume dans lequel ils le représentent et des objets dont ils l'entourent — rochers et pin, qui symbolisent l'intégrité. La sobriété du décor et la légèreté de l'exécution de Ni Zan investissement pareillement le sujet des qualités correspondantes, la pureté d'esprit et la réserve. Wang Yi, peintre originaire du Zhejiang et probablement héritier d'une tradition de l'art du portrait de la dynastie des Song, est l'auteur d'un essai de ce genre — le plus ancien essai de ce type connu en Chine —, qui est préservé et traduit. Comme les études postérieures, l'ouvrage se concentre sur l'art d'exprimer le caractère à travers la représentation du visage, donnant en outre des informations et des avis sur les pigments et d'autres questions d'ordre matériel et technique, alors qu'il ne dit rien sur ce que sont en fait les principaux moyens dont dispose le portraitiste pour investir son modèle d'attributs spécifiques. Un tel fossé entre les préoccupations de l'écrivain et celles du peintre est fréquent dans la peinture et la littérature chinoise, même quand le peintre et l'écrivain ne forment qu'une seule et même personne.